# Campylospermum vogelii
Campylospermum vogelii är en tvåhjärtbladig växtart som först beskrevs av Joseph Dalton Hooker, och fick sitt nu gällande namn av Farron. Campylospermum vogelii ingår i släktet Campylospermum och familjen Ochnaceae.

## Underarter
Arten delas in i följande underarter:
- C. v. molleri
- C. v. poggei